# Listă de companii din Timișoara
Aceasta este o listă de companii din Timișoara
- Atelierele nemțești Braun, în care se fabrică instrumente muzicale, au apărut în Banat în 1896 [1]

- Azur Timișoara

- Banatim (fabrica de pantofi)
- Bega Tehnomet
- Berg Computers

- Carpatair

- Demark Construct
- Dunca Expediții

- ELBA
- ETA2U Computer

- Fabrica de bere Timișoreana
- Fabrica de detergenți din Timișoara, preluată de gigantul american P&G [2]
- Fabrica de încălțăminte Turul, înființată în 1901 [3]

- General Beton
- GreenForest
- Guban

- Izometal Confort

- Kandia
- KAS

- Lasting
- Life Care
- Lipoplast

- Moda Tim

- Pasmatex
- Editura „Politehnica”

- Romcapital
- Rus Savitar

- SIRD
- Smithfield Ferme
- Solventul
- Spumotim

- Technic Development Timișoara
- Tipografia Helicon, înființată la sfârșitul secolului 19 [4]

- Uzina Hidroelectrică de pe Bega [5]
- Uzinele Mecanice Timișoara
- Uzinele Textile Timișoara

- Editura de Vest

- Fabrica de lapte - Untim
- Fabrica de conserve - Fructus
- Fabrica de textile din Calea Șagului
- Fabrica de covoare și pânzeturi

## Companii defuncte
- Fabrica de textile Auscher, existentă în 1949 [6]

- „BegaPam” (Fabrica de produse de panificație) [7]

- ILSA (Industria Lânii SA)

- „La Tunarul”, atelier de croitorie și ceaprăzărie militară înființat în 1907 de Josif Roncskevics [8][9]

- Solventul [10]

## Economia Timișoarei în media
În anul 2012, un grup de studenți și absolvenți ai Facultății de Arte din Timișoara au realizat filmulețe cu mai multe spații „în așteptare” din oraș.
Este vorba despre clădirile abandonate sau lăsate în paragină din municipiu și din județ.